# Josef Fleischmann
Josef Fleischmann (* 6. Juli 1867 in Oberndorf bei Salzburg; † 21. April 1925 in Wien) war ein österreichischer Zeichner und Lithograph.
Fleischmann zeichnete unter anderem die Tafeln zu Lukas Waagens Werk Die Lamellibranchiaten der Pachycardientuffe der Seiser Alm. Er wurde auf dem Hernalser Friedhof in Wien bestattet.